# Championnats d'Europe de beach-volley 2001
Navigation
Édition précédente Édition suivante
Les championnats d'Europe de beach-volley 2001, neuvième édition des championnats d'Europe de beach-volley, ont eu lieu du 6 au 9 septembre 2001 à Jesolo, en Italie. Ils ont été remportés par les Suisses Markus Egger et Sascha Heyer chez les hommes et par les Grecques Vasso Karadassiou et Efi Sfyri chez les femmes.